# Olympia Fields
Olympia Fields ist ein Village im Cook County im US-Bundesstaat Illinois, etwa 40 Kilometer südlich von Chicago. Die Gemeinde ist bekannt durch den Olympia Fields Country Club, der Austragungsort mehrerer bedeutender Golfturniere war.

## Geographie
Olympia Fields erstreckt sich über eine Fläche von rund 7,6 km² (2,9 Quadratmeilen), davon sind nahezu 100 % Landfläche. Der Ort liegt im Süden des Cook County und grenzt unter anderem an Flossmoor, Matteson und Park Forest.

## Geschichte
Das Gebiet wurde in den 1830er Jahren zunächst landwirtschaftlich genutzt und in der Folge durch den Bau der Illinois Central Railroad ab den 1850er Jahren besser erschlossen.
Einen bedeutenden Entwicklungsschub erlebte der Ort durch die Gründung des Olympia Fields Country Club im Jahr 1915, der das Areal zu einem exklusiven Rückzugsort für wohlhabende Einwohner Chicagos machte. Die Gemeinde wurde 1927 offiziell als Village eingetragen.

## Demografie
Laut Daten der Plattform Data USA lebten 2023 rund 4.636 Menschen in Olympia Fields. Die ethnische Zusammensetzung der Bevölkerung war:
- 77,8 % Afroamerikaner
- 18,7 % Weiße
- 1,6 % Menschen mit zwei oder mehr ethnischen Zugehörigkeiten
- 1,5 % Asiaten

Das mittlere Haushaltseinkommen lag bei 107.656 US-Dollar, die Eigentumsquote betrug 85,9 %.

## Wirtschaft und Infrastruktur
Die Wirtschaftsstruktur der Gemeinde ist geprägt durch den Dienstleistungssektor, insbesondere Gesundheitswesen, Bildung und öffentlicher Dienst. Ein bedeutender Arbeitgeber ist das Franciscan Health Olympia Fields, ein regionales Krankenhaus mit umfassendem medizinischem Angebot. Die Gemeinde verfügt über zwei Bahnhöfe an der Metra Electric Line, die eine Direktverbindung ins Zentrum von Chicago ermöglichen.

## Bildung
Olympia Fields wird von mehreren Schulbezirken versorgt, darunter der Matteson School District 162 und der Rich Township High School District 22789. Die Gemeinde weist eine im regionalen Vergleich hohe Quote an Hochschulabschlüssen auf. In der Nähe in Chicago Heights sind das Prairie State College und die Governors State University wie auch das South Suburban College, das Trinity Christian College, die Lewis University sowie die zahlreichen Hochschulen Chicagos.

## Sehenswürdigkeiten
Der 1915 gegründete Olympia Fields Country Club verfügt über zwei 18-Loch-Golfplätze, den North und den South Course. Der Club war Gastgeber mehrerer nationaler Turniere, darunter die US Open (1928 und 2003) und die PGA Championship (1925 und 1961). Der Club gilt als eine der bedeutendsten Golfanlagen im Mittleren Westen der USA.

## Persönlichkeiten
Zu den bekannten Persönlichkeiten mit Bezug zu Olympia Fields zählen:
- Leo XIV. (* 1955), der 267. Papst ist 1987 zum Berufungsdirektor und Missionsdirektor der Augustinerprovinz „Mutter des Guten Rates“ in Olympia Fields gewählt worden.
- R. Kelly (* 1967), Musiker
- Toi Hutchinson (* 1973), Politikerin
- Nnedi Okorafor (* 1974), Science-Fiction-Autorin